# Joannes Petrus Grewen
Johannes Petrus (Jan) Grewen (Rotterdam, 5 januari 1839 – aldaar, 17 november 1910) was de stichter van het Grewenfonds.
Grewen had samen met zijn broer Cornelis Hendrik een effectenkantoor aan de Gedempte Bierhaven in Rotterdam. Omdat hij een vereerder was van St. Antonius van Padua stichtte hij in 1906 het Grewenfonds, waarin hij een bedrag van een miljoen gulden stortte, waarmee nieuwe parochies in het bisdom 's-Hertogenbosch opgericht moesten worden die alle aan St. Antonius van Padua moesten worden gewijd. In Eindhoven zijn er drie kerken uit dit fonds gebouwd: de Fellenoordkerk in de wijk Fellenoord (1909), de Antonius van Paduakerk in het Villapark (1918) en de Steentjeskerk in het Philipsdorp (1919). 
De kerken werden alle ontworpen door telgen uit de architectenfamilie Margry. 
In Tilburg is de Jan Grewenstraat naar hem genoemd, nabij de Antonius van Paduakerk in de Hoefstraat die ook uit het fonds is betaald.